# Лоренс Колберг
Лоренс Колберг (енгл. Lawrence Kohlberg; Бронксвил, 25. октобар 1927 — Бостон, 19. јануар 1987) је био амерички психолог, проглашен је 30. најеминентнијим психологом 20. века.
Инспирисан структуралним приступом у испитивању моралног развоја Жана Пијажеа, створио је типолошку схему за описивање опште структуре и облика моралног суђења који могу да се дефинишу независно од специфичног садржаја појединих, моралних одлука или поступака. Ову типологију чине три различита стадијума моралног суђења, а унутар сваког стадијума могу се даље разликовати по два подстадијума.

## Стадијуми моралности
- Преконвенционални стадијум (преддоговорни), на коме дете прихвата културне ознаке за добро и лоше, тумачи их помоћу њихових физичких последица (казне, награде, измена услуга) или помоћу физичке моћи особа које изричу правила и одредбе доброг и лошег.
- Конвенционални (договорни) стадијум, може се назвати и конформистичким. Особа која се налази у овом стадијуму сматра да је само по себи вредно да оправда очекивања и правила своје породице, групе или нације (конформира се друштвеном реду, брани, оправдава и одржава га).
- Постконвенционални или аутономни, који одликује напредак ка аутономним моралним принципима чија је ваљаност и применљивост независна како од ауторитета особа (група) које их поштују тако и од идентификације појединца са тим особама (групама).[2][3]

## Подстадијуми моралности
1. стадијум — Опредељивање према казни и безрезервно покоравање вишој сили.
2. стадијум — Исправан је поступак који служи као средство за задовољење сопствених, понекад и туђих потреба.
3. Стадијум — Тежња да се буде добар. Добро је оно понашање које се допада или помаже другимаи изазива одобравање.
4. Стадијум — Опредељивање према ауторитету, утврђеним правилима и чување социјалног реда.
5. Стадијум — Опредељивање према друштвеном договору, са наглашавањем правоваљаности и опште добробити.
6. Стадијум — Одлучивање по савести и према самостално изабраним етичким принципима који имају логичку оправданост, општост и постојаност (апстрактни и етички принципи).